# نورمان إليسون
نورمان إليسون (بالإنجليزية: Norman Ellison)‏ (2 نوفمبر 1929 في المملكة المتحدة - 1 أكتوبر 1999) هو لاعب كرة قدم بريطاني في مركز الهجوم. لعب مع نادي ترانمير روفرز لكرة القدم.